# InstrucTV
InstrucTV（インストラクティービー）は、スカパー!プレミアムサービス520ch・340chで放送されていた、中学生向けの学習番組を放送する専門チャンネル。衛星役務利用放送事業者の株式会社インストラクティービー（株式会社エスコムが100%株主）が運営している。

## 概要
1999年4月1日創立、当初から『中学生のための「予習・復習」＆「受験対策」チャンネル』というコンセプトで番組を制作・放映している。中学1年生と2年生には教科書別に番組を作成していたが、最近では単元別に番組を放送するようになった。中学3年生向けには受験対策の番組を放送。
2014年5月31日限りで閉局。

## 番組構成
毎日17:00 - 21:00に放送。
- 中学1年生・中学2年生向け 放送講座
英語・数学・国語の3教科で、単元別に放送。どの番組もCGを多用し、視覚に訴える番組になっている。
- 中学3年生向け 放送講座
入試対策に的を絞った英語・数学・国語３教科対応の「高校受験講座」で4月から12月の受験対策講座、12月から2月の受験直前講座、2月から2月の高校準備講座に分かれている。